# Lachnanthes caroliniana
Lachnanthes caroliniana är en enhjärtbladig växtart som först beskrevs av Jean-Baptiste de Lamarck, och fick sitt nu gällande namn av James Edgar Dandy. Lachnanthes caroliniana ingår i släktet Lachnanthes och familjen Haemodoraceae. Inga underarter finns listade.

## Bildgalleri

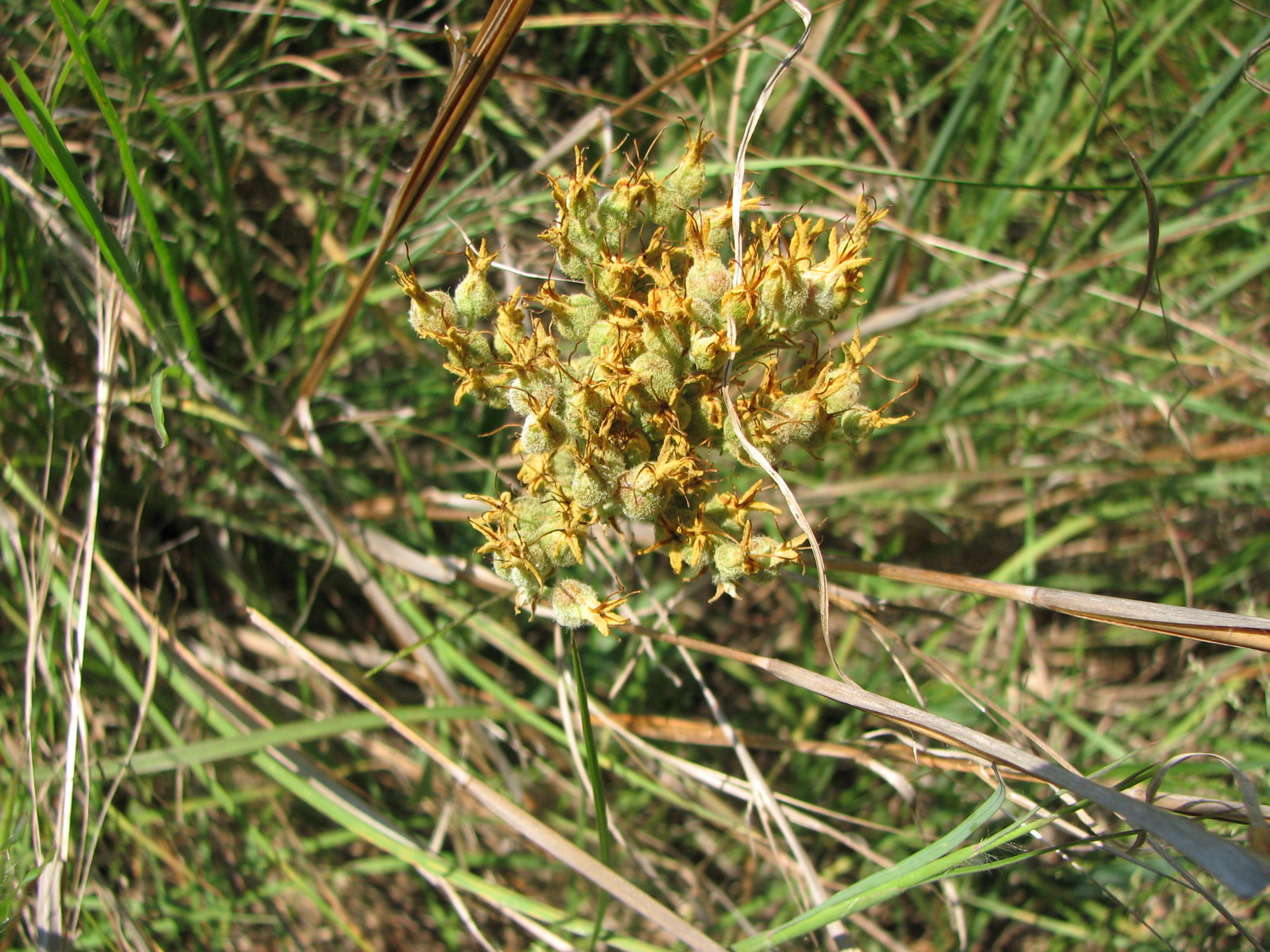